# Jeu de paume (centre d'art)
Pour les articles homonymes, voir Jeu de paume.
Ne doit pas être confondu avec Jeu de paume de Paris.
Le Jeu de paume est un centre d'art consacré aux images du XIXe siècle à nos jours, sous toutes leurs formes (photographie, cinéma, arts numériques, installations) d'une superficie de 1 200 m2, situé à l'angle nord-ouest du jardin des Tuileries, place de la Concorde, à Paris.

## Bâtiment
Le Jeu de paume est un bâtiment de 80 mètres de longueur et 13 mètres de largeur (pour une hauteur sous plafond dans la plupart des salles de 4,50 mètres) qui possède une surface totale de 2 754,50 m2 pour une surface d’exposition de 1 137 m2 répartis en neuf salles sur trois niveaux et 420 mètres linéaires de cimaises.

## Histoire

### De la construction à la Seconde Guerre mondiale

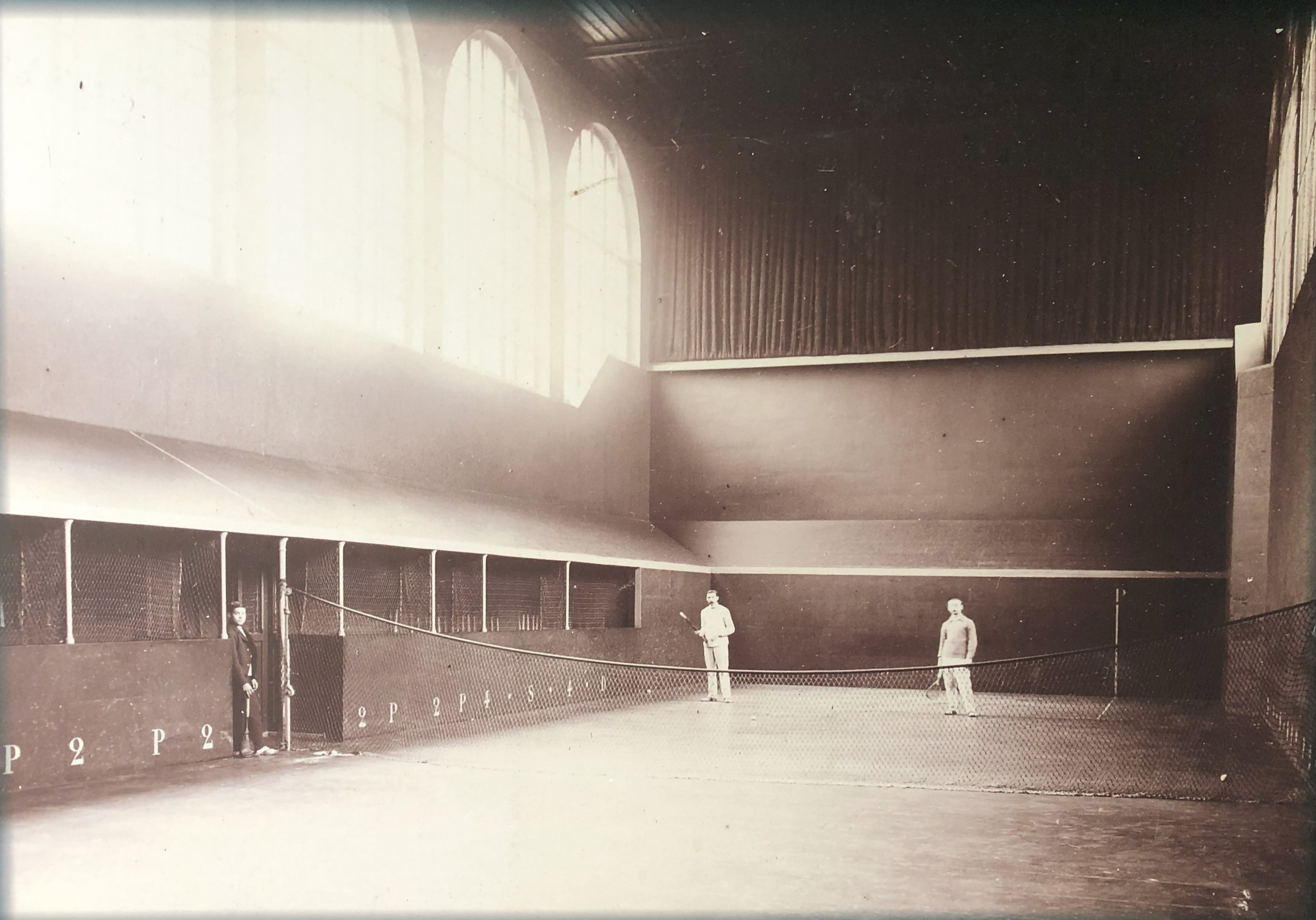
Salle de courte-paume aux Jeux olympiques de 1900. L'épreuve est annulée faute de participants.

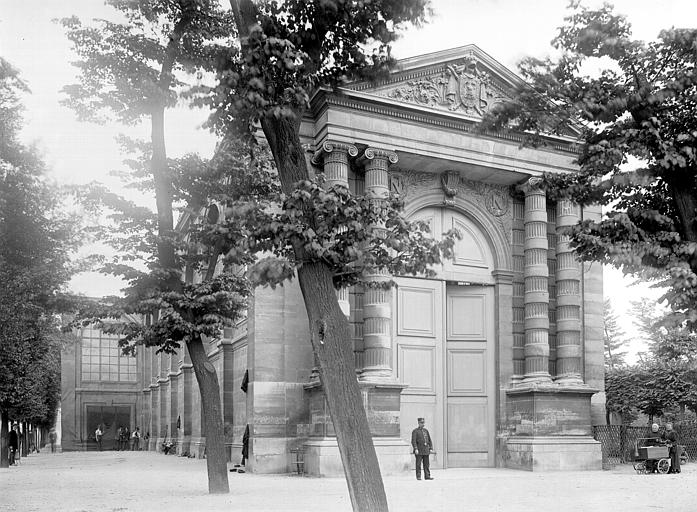
Le Jeu de paume en 1919.

À la suite de la construction de l'opéra Garnier, la salle du jeu de paume située passage Sandrié dans le 9e arrondissement de Paris est détruite. L'empereur Napoléon III autorise le club du passage Sandrié à s'installer dans le jardin des Tuileries, à l'extrémité ouest de la terrasse des Feuillants. La salle du jeu de paume des Tuileries, construite par l'architecte Melchior Viraut, reprend les éléments décoratifs de l'orangerie des Tuileries, qui deviendra le musée de l'Orangerie. La salle est inaugurée le 29 janvier 1862.
À partir de 1909, le bâtiment est consacré à des expositions d'art, en relation avec le Louvre et le musée de l'Orangerie (« Cent portraits de femmes des écoles anglaise et française du XVIIIe siècle » en 1909, Carpeaux en 1912, etc.). L'installation sportive est elle rebâtie dans le 16e arrondissement, au Jeu de paume de Paris.
À la fin du XIXe siècle, le musée du Luxembourg s'ouvre aux écoles étrangères et cette section devient finalement assez importante pour constituer un musée indépendant  en 1922. 
À partir de cette date et jusqu'à son transfert au musée national d'Art moderne du Palais de Tokyo en 1947, le musée du Jeu de paume présente les collections des écoles étrangères contemporaines, complétées par une trentaine d'expositions consacrées à l'art moderne d'un pays, sous le patronage de celui-ci, ou à un artiste, même si elles témoignent du renouveau de la figuration avant de s'ouvrir progressivement aux tendances plus contemporaines et si quelques expositions d'art ancien perdurent, comme « Rubens et son temps » ou « Marie-Antoinette » en 1936 et 1937. En mai-juillet 1923, est ainsi présentée l'« Exposition de l'art belge ancien et moderne », puis des expositions monographiques : de l'espagnol Josep Maria Sert en juin-juillet 1926 au chinois Tchang Shan Tse en mars 1939. Lors de l’Exposition internationale de 1937, le musée privilégie l'avant-garde internationale contemporaine en présentant l'exposition « Origines et développement de l'art international indépendant », du 30 juillet au 31 octobre 1937, organisée par un comité comprenant Jean Cassou, Henri Matisse, Georges Braque, Pablo Picasso ou Fernand Léger.
En 1938 le musée accueille l'exposition Les femmes artistes d'Europe exposent au Jeu de Paume, initiative de sociétés professionnelles de femmes artistes.
Lors de la Seconde Guerre mondiale, les collections du musée sont mises à l'abri au château de Chambord, le 1er septembre 1939. Sous l'Occupation le bâtiment est réquisitionné, et les œuvres spoliées en particulier à des artistes juifs par les nazis y sont stockées ou y transitent avant de partir pour l'Allemagne. Hermann Goering s'y rend fréquemment pour prendre des œuvres, et l'ensemble des équipes de l'Einsatzstab Reichsleiter Rosenberg y travaille jusqu'à la libération de Paris, en 1944. Le travail phénoménal d'inventaire de Rose Valland, simple attachée de conservation, est transmis au directeur des Musées nationaux Jacques Jaujard (1895-1967) et permet dès la Libération de lancer une gigantesque recherche des œuvres d'art volées par les nazis à travers le monde.

### Expositions au Jeu de paume

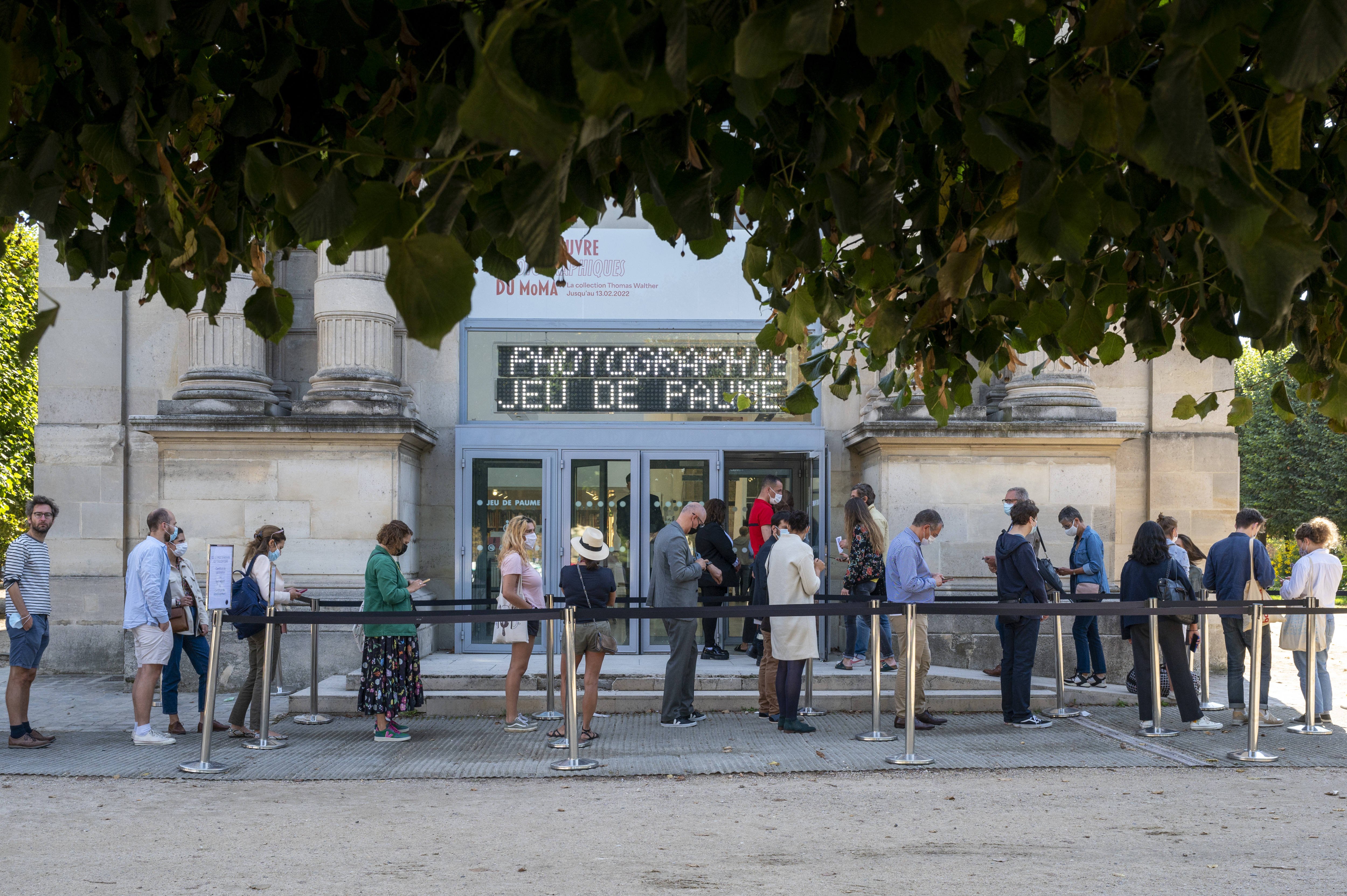
File d'attente pour l'exposition MoMA, Jeu de paume, Paris, 2021.

### La galerie nationale du Jeu de paume

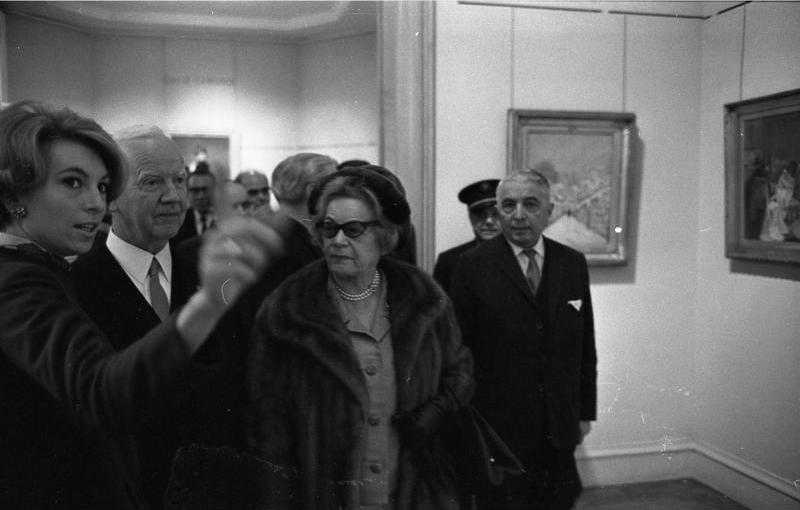
La Neige à Louveciennes par Alfred Sisley accroché aux cimaises de la galerie du Jeu de Paume exposant les impressionnistes, ici lors de la visite d'Heinrich Lübke en février 1968 à Paris.

De 1947 jusqu'en 1986, date de l'ouverture du musée d'Orsay, la galerie du Jeu de paume présente les tableaux des impressionnistes.
Après son réaménagement par Antoine Stinco qui l'agrémente d'un escalier suspendu, la galerie rouvre en 1991 à l'initiative de Jack Lang, devenant la galerie nationale du Jeu de paume.
Le nouveau lieu est alors consacré à l'art moderne et contemporain sous toutes ses formes.

### Depuis 2004, Centre d'art de l'image desXIXe,XXeetXXIesiècles
En 2004, il devient un centre d'art destiné à la diffusion de l'image des XIXe, XXe siècle et XXIe siècle (photographie, cinéma, vidéo, installation, Net.art).
Le Jeu de Paume est issu de la fusion de trois associations consacrées à la photographie et à l'art contemporain (la galerie nationale du Jeu de paume, le Centre national de la photographie et Patrimoine photographique). La nouvelle association subventionnée par le ministère de la Culture et bénéficiant du soutien de la Manufacture Jaeger-LeCoultre, est présidée par Alain-Dominique Perrin. Début 2019, le Jeu de paume est dirigé par Quentin Bajac qui succède à Marta Gili (octobre 2006-octobre 2018) et à Régis Durand (avril 2004-septembre 2006).
Jusqu'en 2009, l'association dispose d'un autre site pour organiser ses expositions, l'hôtel de Sully, no 62, rue Saint-Antoine. En substitution, le ministre de la Culture Frédéric Mitterrand a annoncé lors des Rencontres d'Arles en 2011 que le Jeu de paume disposerait d'un espace de 650 m2 dans l'hôtel de Nevers, rue de Richelieu, pour y programmer des expositions historiques. Ce projet a été abandonné en 2012 pour des raisons budgétaires par la ministre de la Culture Aurélie Filipetti.
En 2010, le Jeu de Paume noue un partenariat avec la ville de Tours et présente, deux fois par an, des expositions à caractère patrimonial dans les salles du château de Tours ayant pour vocation de valoriser les donations faites à l’État et les fonds d’archives conservés par des institutions publiques et privées, françaises et étrangères. En 2013, le Jeu de Paume présente à Tours la première exposition d'envergure consacrée à la photographe Vivian Maier. Depuis 2023, la saison estivale du Jeu de Paume – Tours est dédiée à la création photographique contemporaine avec la présentation de deux expositions dont l'une est dédiée au lauréat du Prix Niépce Gens d'images de l'année précédente.
En 2024, à l’occasion de ses 20 ans comme centre d’art dédié à l’image sous toutes ses formes, le Jeu de Paume transforme son auditorium en véritable salle de cinéma labellisée art et essai par le CNC. Avec une inauguration prévue le 12 novembre 2024, cette salle de cinéma proposera environ 400 séances par an et sera la seule salle de cinéma classée art et essai dans le 1er arrondissement de Paris.

## Identité visuelle (logo)

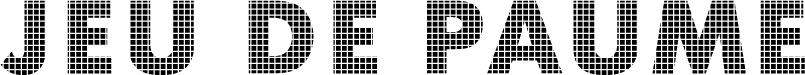
2004-2007.
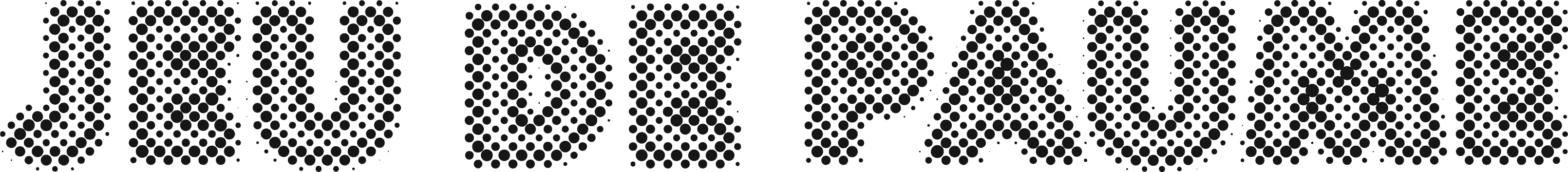
2007-2021.
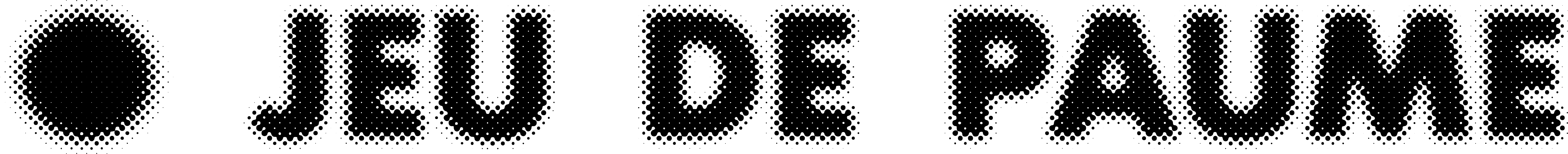
Depuis 2021.

## Film tourné au Jeu de paume
- 1967 : La Nuit des généraux d'Anatole Litvak